# 樺太新聞社

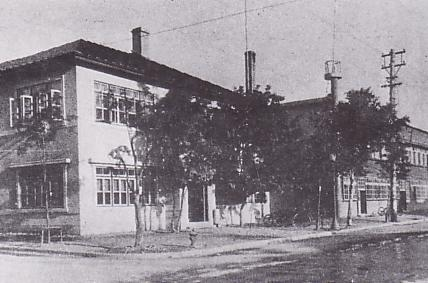
樺太日日新聞の社屋。

樺太新聞社（からふとしんぶんしゃ）は、かつて樺太をエリアに『樺太新聞』を発行していた地方新聞社である。
読売新聞社の傘下にあり、社長は正力松太郎であった。本社は樺太豊原市にあった。

## 沿革
- 1908年（明治41年）、財部熊二郎により樺太日日新聞社として開業し、『樺太日日新聞』を創刊。樺太庁の公式搭載新聞となる。（『樺太庁報』を附録で添付した。）
- 1942年（昭和17年）2月、戦時統合により、『樺太旭新聞』、『樺太時事新聞』、『樺太毎日新聞』と合併して樺太新聞社となる。読売新聞社の傘下に入り、『樺太新聞』を発行する。
- 1945年（昭和20年）8月28日、ソ連軍の命令により発刊停止。

## 終戦時の報道
ソ連軍の侵攻後も発刊停止まで取材を行い、樺太の終戦史において貴重な資料を残した。国書刊行会刊「望郷樺太」、講談社刊「樺太1945年夏」(金子俊男著)に記事の一部が掲載されている。
- 1945年8月16日付1面見出し（以下同じ） 「畏し、休戦の大詔渙発さる」（終戦ではなく休戦としたところにソ連軍との戦争継続中の樺太の実情が分かる）
- 8月22日付、「知取にて日ソ両軍の停戦協定成立」
- 8月23日付、「南下のソ聯戦車隊、23、4日中に豊原地区に進駐。心配は無用、生業に励め」（停戦協定成立後に、豊原市はソ連軍の空襲を受け、残された市民の不安を払拭しようという報道を行なっていた。）
- 8月25日付　「豊原市に歴史的ソ聯軍の進駐を迎えて2日目」（ソ連軍によって没収され現存していない。）